# منتخب أستراليا لكرة السلة على الكراسي المتحركة للسيدات
منتخب أستراليا لكرة السلة على الكراسي المتحركة للسيدات (بالإنجليزية: Australia women's national wheelchair basketball team)‏ هو ممثل أستراليا الرسمي في المنافسات الدولية في كرة السلة على الكراسي المتحركة للسيدات
.

## تشكيلة المنتخب

### قائمة اللاعبين
- سارة فينشي